# Violência política na Turquia (1976–1980)
A violência política na Turquia tornou-se um problema desafiador no final dos anos 1970, sendo ainda descrita como uma "guerra de baixa intensidade". A violência entre grupos turcos ultranacionalistas de direita e grupos de esquerda infligiram umas 5.000 vítimas. A onda de violência foi obscurecida depois do golpe de Estado na Turquia em 1980.

## História

### Antecedentes
Em 1975 Süleyman Demirel, presidente do conservador Partido da Justiça (em turco:  Adalet Partisi, AP) sucedeu Bülent Ecevit, presidente do socialdemocrata Partido Republicano do Povo (em turco:  Cumhuriyet Halk Partisi, CHP) como primeiro-ministro. Ele formou uma coalizão chamada "Frente Nacionalista (em turco:  Milliyetçi Cephe)" com Necmettin Erbakan do islamita Partido de Salvação Nacional (em turco:  Millî Selamet Partisi, MSP) e Alparslan Türkeş do Partido de Ação Nacionalista de extrema-direita (em turco:  Milliyetçi Hareket Partisi, MHP ). O MHP aproveitou a oportunidade para se infiltrar em serviços de segurança do Estado, agravando seriamente a guerra de baixa intensidade que estava travando entre facções rivais. 
As eleições de 1977 não teve nenhum vencedor. Primeiramente, Demirel continuou a coligação com a Frente Nacionalista, mas em 1978, Ecevit foi capaz de chegar ao poder novamente com a ajuda de alguns deputados que haviam deslocado de um partido para outro. Em 1979, Demirel mais uma vez tornou-se primeiro-ministro. No final da década de 1970, a Turquia estava em uma situação instável, com problemas econômicos e sociais não resolvidos, enfrentando ações de greve e paralisia parcial da política (a Grande Assembleia Nacional da Turquia não foi capaz de eleger um presidente durante os seis meses anteriores ao golpe). Uma vez que em 1968-1969, um sistema de representação proporcional tinha dificultado encontrar qualquer maioria parlamentar. Os interesses da burguesia industrial, que mantinha as maiores holdings do país, eram opostos por outras classes sociais, como pequenos industrialistas, comerciantes, notáveis camponeses e latifundiários, cujos interesses nem sempre coincidem entre si. Numerosas reformas agrícolas e industriais solicitadas por partes das classes médias mais altas foram bloqueadas por outros. Doravante, os políticos pareciam incapazes de combater a crescente violência no país.

### Sequência dos acontecimentos
A violência política sem precedentes irrompeu na Turquia no final de 1970. O número total de mortos da década de 1970 é estimado em 5000, com cerca de dez assassinatos por dia. A maioria eram membros de organizações políticas de esquerda e de direita, então engajadas numa luta amarga. Os ultranacionalistas Lobos Cinzentos, organização juvenil do MHP, alegaram que estavam apoiando as forças de segurança.  De acordo com a revista britânica Searchlight, em 1978 houve 3.319 ataques fascistas, em que 831 foram mortos e 3.121 feridos. No principal julgamento em relação à organização de esquerda Devrimci Yol (Caminho Revolucionário), no Tribunal Militar de Ancara, os réus listaram 5.388 assassinatos políticos antes do golpe militar. Entre as vítimas estavam 1.296 direitistas e 2109 esquerdistas. Os outros não puderam ser claramente relacionados.  O Massacre de Bahçelievler de 1978, o Massacre da Praça Taksim de 1977 com 35 vítimas e o Massacre de Kahramanmaraş de 1978 com mais de 100 vítimas são alguns incidentes notáveis. A lei marcial foi anunciada após o Massacre de Kahramanmaraş em 14 das (então) 67 províncias em dezembro de 1978. Na época do golpe, a lei marcial havia sido prorrogada para 20 províncias.
Ecevit foi alertado sobre a vinda de golpe em junho de 1979 por Nuri Gündeş da Organização Nacional de Inteligência (MIT). Ecevit, então, informou ao seu ministro do Interior, İrfan Özaydınlı, que depois contou a Sedat Celasun - um dos cinco generais que conduziriam o golpe. O vice-subsecretário do MIT, Nihat Yildiz, foi rebaixado para o consulado de Londres e substituído por um tenente-general, como resultado. 

## Separatismo curdo
Os grupos de direita se opuseram em relação ao separatismo curdo. Números desproporcionais de curdos fizeram parte dos grupos de esquerda. A maior parte da esquerda também foram nacionalistas turcos e contrários no sentido de separatismo.  Antes do golpe de 1980, apenas uma minoria da violência foi cometida por separatistas, depois que esta aumentou.